# 奧貝爾塔西夫
49°49′37″N 25°1′17″E / 49.82694°N 25.02139°E
奧貝爾塔西夫（烏克蘭語：Обертасів）是烏克蘭西部利維夫州佐洛奇夫區的村莊，始建於1848年，面積0.68平方公里，海拔高度408米，2001年人口83，人口密度每平方公里122.06人。